# Войти в образ
«Войти в образ» — роман харьковских писателей Дмитрия Громова и Олега Ладыженского, пишущих под псевдонимом Генри Лайон Олди. Входит в цикл фантастических произведений «Бездна голодных глаз».
Действие происходит в мире повести «Витражи Патриархов» спустя 60 лет после описываемых в «Витражах» событий.

## Сюжет
Прошло 60 лет с тех пор, как в мире «Витражей Патриархов» стихи перестали управлять стихиями. Степь ушла и живёт воспоминаниями о поражении под Городскими стенами. В Городе же царит анархия, в бывшем замке Аль-Хиро засела бывшая городская дружина, ныне именуемая «Дикой», горят кварталы, а трупожоги по утрам подбирают убитых. В каризах подмастерья перерезали всех мастеров и тщетно пытаются возродить былые ритуалы.
В нашем мире к актеру самодеятельного театра Алексу Сайкину обращаются двое неизвестных. Алекс непрерывно переигрывает на сцене, абсолютно вживаясь в образ. Неизвестные по имени Сарт и Мом рассказывают Алексу о мире «Витражей». Во времена магии в этом мире не было религии, а после ухода магии пустота осталась незаполненной. Сарт и Мом предлагают Алексу стать мессией и для Города, и для Степи, и каждому дать свою религию. А когда две разные религии неизбежно приведут к религиозной войне, явиться своей пастве. Внутри Мома живёт ад, именуемый авторами «Бездной голодных глаз» и в миг катарсиса, вызванного появлением мессии, Мом надеется выпустить ад из себя и наполнить им паству Алекса. Цели Сарта до конца книги неизвестны. Алекс соглашается и, попав под трамвай, возрождается в мире «Витражей», один раз в Степи, другой раз — в Городе. В этом мире Алекс может полностью воплощаться в любого человека, но для этого ему нужен хотя бы один зритель. Алекс создает культ Театра в Степи и Городе, а во время финальной битвы Города и Степи за единственно верную веру с Момом и Сартом выходит на аплодисменты, и когда Мом хочет выпустить из себя все сущность Бездны, Сарт мешает этому, становясь на его пути и поглощая в пустоту на месте своей души всю Бездну голодных глаз.

## Главные герои
- Мом — путешественник по мирам, постоянный герой цикла. Человек с Бездной внутри. Способен читать мысли других (телепат). Владеет экстрасенсорными и некоторыми магическими возможностями. Выпустил из себя все сущности Бездны (по Её воле).
- Сарт — путешественник по мирам, постоянный герой цикла. Человек, променявший душу на бессмертие. Способен читать мысли других (телепат). Владеет экстрасенсорными и некоторыми магическими возможностями. Принял в пропасть своей души всю Бездну.
- Алекс Сайкин — актёр, абсолютно вживающийся в сценический образ и путающий игру с явью. Пророк «Безмозглый» для Степи и «Девона Упурок» для Города
- Скилъярд — трупожог из Города. Первый ученик Сайкина-«Девоны».
- Кан-ипа — табунщик из Степи. Первый ученик Сайкина-«Безмозглого».

## Литературные особенности
В романе Олди переосмысливают известную шекспировскую фразу, давно являющуюся клише: «Весь мир — театр, / В нём женщины, мужчины — все актёры». «Войти в образ» — гимн театру и творчеству в целом: авторы приравнивают актёра к мессии, лицедея — к помазаннику божьему, в какой-то мере возвращаются к истокам, вскрывают глубокий подтекст сценического действа. В то же время в романе присутствуют такие философские идеи-оппозиции, как религия в качестве пути к духовному возрождению и совершенствованию человека и религия, являющаяся провокацией междоусобного кровопролития, возвышенное и низменное. Те же оппозиции — суть любого искусства.
По мнению критика В. Владимирского, произведение получилось несколько пафосным, но написанным искренне, от души.

В канву повести на правах глав-вставок включены изданные ранее рассказы 1991 года «Пять минут взаймы», «Реквием по мечте», «Мастер» и «Скидка на талант».